# Zeebodembulldozer

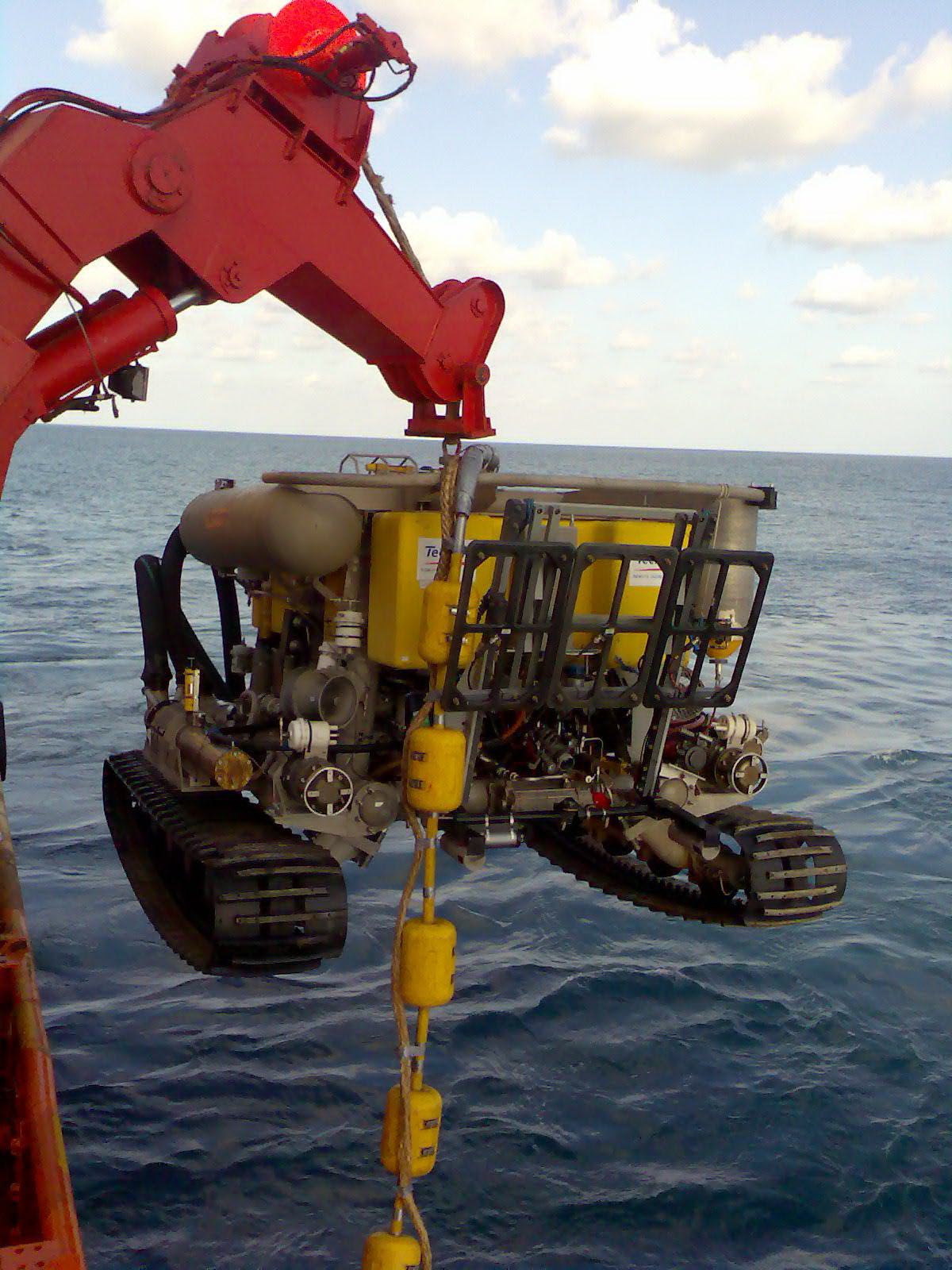
Zeebodembulldozer

Een zeebodembulldozer of onderwaterrupsbandvoertuig (ORV), ook wel onderwater-tractor genoemd (Engels: crawler = "kruipen" wegens de rupsbanden die een lage snelheid met zich mee brengen) is een zeer krachtig, op afstand bediend, voertuig dat ontworpen is om over de zeebodem te rijden. Het voertuig kan, voorzien van camera's en modem, ingezet worden voor diverse doeleinden zoals exploratie van de zeebodem bijvoorbeeld voor archeologisch onderzoek, het herstellen van kabels en pijpleidingen, de winning van grondstoffen zoals diamant en het plaatsen van sensoren op de zeebodem.

## Voor- en nadelen
Zeebodembulldozers zijn reeds enkele jaren in gebruik. Het grote voordeel van deze toestellen is dat ze lang onder water kunnen blijven en enorm krachtig zijn. Dit maakt ze vooral nuttig voor het maken van geulen voor onderzeese kabels en leidingen en voor opgravingstoepassingen of zelfs mijnbouw. Een ander voordeel is hun bouw. Ze zijn zo ontworpen dat ze op een grote verscheidenheid aan oneffen zeebodemoppervlakten kunnen opereren. De besturing van deze toestellen gebeurt via lange communicatiekabels en hydraulische slangen. Omdat ze sterk gebouwd zijn, is het voordeel dat sommige zware elektrische batterijen kunnen dragen en hierdoor niet meer afhankelijk zijn van deze slangen voor de besturing. Het nadeel is dat ze zich traag vooruit verplaatsen over de zeebodem.

## Verschillen met ROV
Een zeebodembulldozer gebruikt gedeeltelijk dezelfde technologie als een ROV (remotely operated underwater vehicle). Er zijn echter twee opvallende verschillen:
- Er worden rupskettingen gebruikt voor de aandrijving in plaats van schroeven.
- Een zeebodembulldozer rijdt over de zeebodem en drijft of zweeft niet zoals een ROV. Soms wordt de bulldozer wel ontworpen met (gedeeltelijk) drijfvermogen om zodoende een deel van het gewicht te compenseren. De kleinste bulldozers kunnen daardoor makkelijk opgetild worden om ze over obstakels op de zeebodem heen te tillen en het weer aan boord nemen op het moederschip gaat gemakkelijker. "SMD's Rock Trencher 1" noemt zich momenteel 's werelds meest krachtige tractor voor op de zeebodem[9], maar ook anderen zeggen de sterkste tractor te bouwen.[10]

## Typen en toepassingen
- Excavation tractor: Deze wordt gebruikt om puin en rotsen te verwijderen alvorens brugpijlers in dat gebied te plaatsen of leidingen te leggen.
- Exploration Probe: Smalle bulldozer die een gebied verkent.
- Survey crawler: Onderzoek naar mineralen op de zeebodem.
- Cable layer: Is in staat om flexibele kabels of pijpleidingen op de zeebodem te leggen en kan ook als onderhoudstoestel gebruikt worden.

## Toekomst
In de toekomst zullen de wielen en rupsbanden verdwijnen en zullen deze vervangen worden door flexibele robotbenen. Deze zijn beter handelbaar op modderige en uit slib bestaande ondergrond. Zuid-Korea is volop bezig met de ontwikkeling van deze toestellen. Dit zou in 2010 hun onderzoek naar het zinken van het Zuid-Koreaanse marineschip de ROKS Cheonan (PCC-772) versneld hebben.